# Petroica longipes
Petroica longipes là một loài chim của họ Petroicidae. Chúng là loài đặc hữu của đảo Bắc (New Zealand). Trước đây chim này được coi là phân loài của Petroica australis ở đảo Nam (New Zealand) và đảo Stewart nhưng các nghiên cứu DNA ty thể đã cho thấy hai nòi chim đã tách khỏi nhau trước Pleistocen. Petroica longipes sống nhiều nhất lại trung tâm đảo Bắc. Môi trường sống tự nhiên là các khu rừng, đặc biệt là rừng cây Podocarpus và Nothofagus.

## Miêu tả

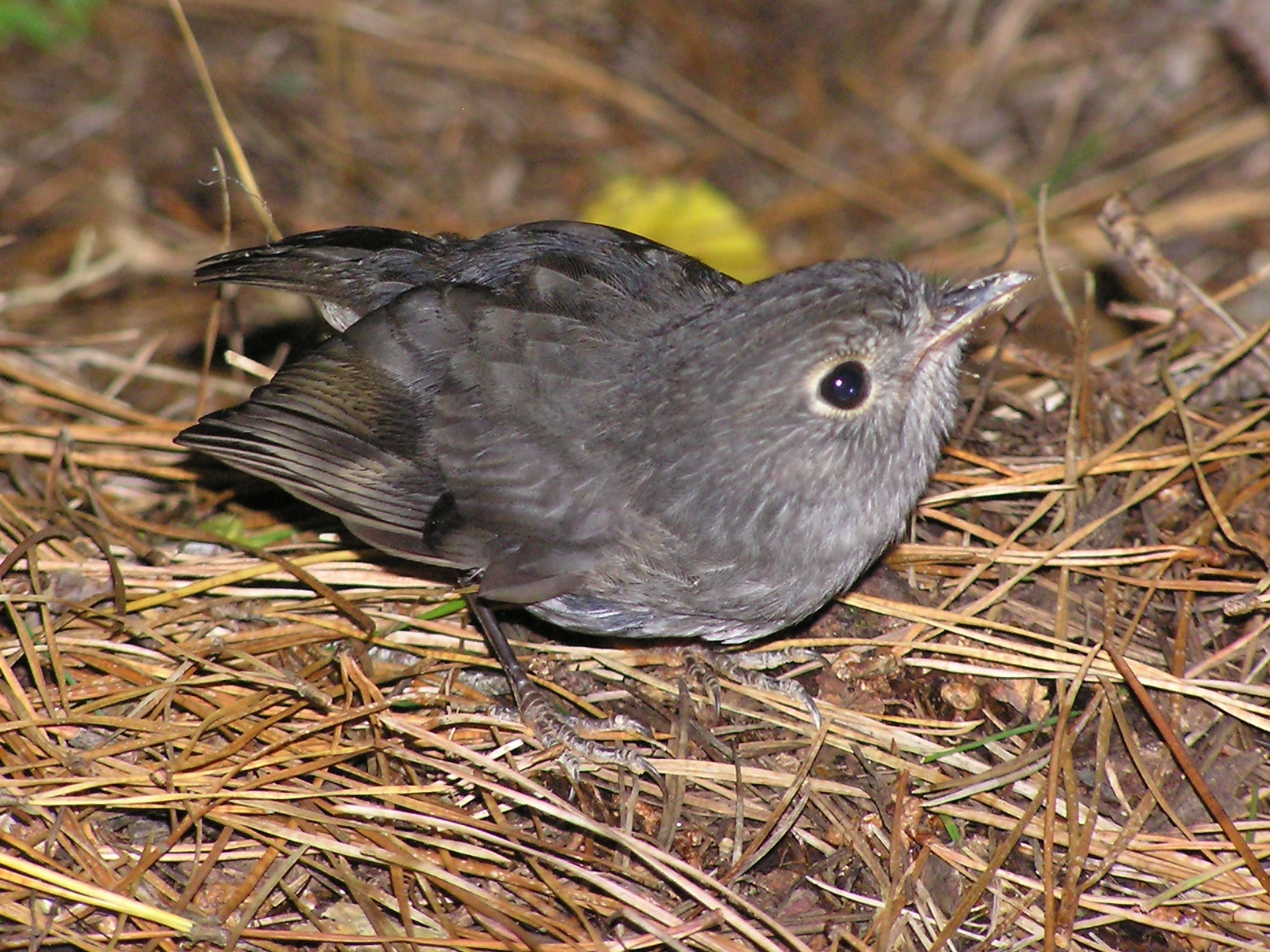
Chim non

Chim có bộ lông đen xám sẫm màu, bụng và ức màu nhạt, trên lưng có vạch màu nhạt. Chim này lưỡng hình giới tính: chim trống có bộ lông sẫm màu hơn chim mái và kích thước hơi lớn hơn.

## Tập tính

### Tìm thức ăn
Petroica longipes kiếm ăn trên mặt đất giống như loài Petroica australis. Chim đậu trên cành cây chờ mồi rồi bắt hoặc bay tìm mồi. Mồi thường là động vật không xương sống như ve sầu, giun đất, weta, ốc sên và nhện. Petroica longipes có tập tính bắt mồi về dự trữ khi nguồn mồi còn dồi dào, mặc dù chim trống dự trữ nhiều hơn chim mái. Cả trống lẫn mái đều sẽ ăn cắp đồ ăn từ kho dự trữ của bạn tình. Chúng ít khi nào dự trữ thức ăn nếu chúng sống bên bạn tình.